# Stazione di Luino Lago
Stazione di Luino Lago 1953-ban bezárt vasútállomás Olaszországban, Lombardia régióban, Luino településen.

## Vasútvonalak
Az állomást az alábbi vasútvonalak érintették:
- Ponte Tresa-Luino-vasútvonal

## Kapcsolódó állomások
A vasútállomáshoz az alábbi állomások vannak a legközelebb:
- Stazione di Luino (Varesina)